# WTA-toernooi van Austin
Het WTA-toernooi van Austin is een jaarlijks terugkerend tennistoernooi voor vrouwen dat wordt georganiseerd in de Amerikaanse stad Austin. De officiële naam van het toernooi is ATX Open.
De WTA organiseert het toernooi, dat in de categorie "WTA 250" valt en wordt gespeeld op hardcourtbanen.
In de 20e eeuw waren er incidentele edities van WTA-toernooien in Austin, in 1979 en 1982.
In de 21e eeuw vond de eerste jaargang plaats in 2023. Deze werd gewonnen door de Oekraïense Marta Kostjoek.

## Officiële toernooinamen
| 1979       | Avon Futures of Austin     |
| 1982       | Avon Futures Championships |
| 2023–heden | ATX Open                   |

## Finales

### Enkelspel
| Datum      | Naam                   | Cat.          | ($)           | Ondergrond        | Winnares             | Verliezend finaliste | Uitslag       | ref           |
| ---------- | ---------------------- | ------------- | ------------- | ----------------- | -------------------- | -------------------- | ------------- | ------------- |
| 1979-01-01 | Avon Futures of Austin |               | 25.000        |                   | Betty-Ann Stuart     | Barbara Jordan       | 6-3, 5-7, 7-5 | [ 2 ]         |
| 1980–1981  | geen toernooi          | geen toernooi | geen toernooi | geen toernooi     | geen toernooi        | geen toernooi        | geen toernooi | geen toernooi |
| 1982-03-17 | Avon Futures Ch'ships  |               | 50.000        | tapijt, binnen    | Claudia Kohde-Kilsch | Helena Suková        | 7-6, 0-6, 6-3 | [ 3 ]         |
| 1983–2022  | geen toernooi          | geen toernooi | geen toernooi | geen toernooi     | geen toernooi        | geen toernooi        | geen toernooi | geen toernooi |
| 2023-02-27 | ATX Open               | WTA 250       | 259.303       | hardcourt, buiten | Marta Kostjoek       | Varvara Gratsjeva    | 6-3, 7-5      | details       |
| 2024-02-26 | ATX Open               | WTA 250       | 267.082       | hardcourt, buiten | Yuan Yue             | Wang Xiyu            | 6-4, 7-6      | details       |
| 2025-02-24 | ATX Open               | WTA 250       | 275.094       | hardcourt, buiten | Jessica Pegula       | McCartney Kessler    | 7-5, 6-2      | details       |

### Dubbelspel
| Datum      | Naam                   | Cat.          | ($)           | Ondergrond        | Winnaressen                       | Verliezend finalistes                | Uitslag          | ref           |
| ---------- | ---------------------- | ------------- | ------------- | ----------------- | --------------------------------- | ------------------------------------ | ---------------- | ------------- |
| 1979-01-01 | Avon Futures of Austin |               | 25.000        |                   | Marjorie Blackwood Paula Smith    | Betty-Ann Stuart Valerie Ziegenfuss  | 6-2, 6-4         | [ 2 ]         |
| 1980–1981  | geen toernooi          | geen toernooi | geen toernooi | geen toernooi     | geen toernooi                     | geen toernooi                        | geen toernooi    | geen toernooi |
| 1982-03-17 | Avon Futures Ch'ships  |               | 50.000        | tapijt, binnen    | Patricia Medrado Cláudia Monteiro | Jan O'Neill Mimmi Wikstedt           | 6-0, 6-1         | [ 3 ]         |
| 1983–2022  | geen toernooi          | geen toernooi | geen toernooi | geen toernooi     | geen toernooi                     | geen toernooi                        | geen toernooi    | geen toernooi |
| 2023-02-27 | ATX Open               | WTA 250       | 259.303       | hardcourt, buiten | Erin Routliffe Aldila Sutjiadi    | Nicole Melichar-Martinez Ellen Perez | 6-4, 3-6, [10-8] | details       |
| 2024-02-26 | ATX Open               | WTA 250       | 267.082       | hardcourt, buiten | Olivia Gadecki Olivia Nicholls    | Katarzyna Kawa Bibiane Schoofs       | 6-2, 6-4         | details       |
| 2025-02-24 | ATX Open               | WTA 250       | 275.094       | hardcourt, buiten | Anna Blinkova Yuan Yue            | McCartney Kessler Zhang Shuai        | 3-6, 6-1, [10-4] | details       |